# إعتضادية
إعتضادية هي قرية في مقاطعة خوي، إيران. يقدر عدد سكانها بـ 68 نسمة بحسب إحصاء 2016.